# A1 Bregenz
A1 Bregenz je austrijski rukometni klub iz Bregenza. Osnovan kao sekcija športskog kluba SC Schwarz-Weiß Bregenz (druge sekcije nogomet i stolni tenis). Devet puta do sada je bio prvak Austrije.

## Poznati igrači
- Dagur Sigurðsson
- Bruno Gudelj
- Darko Galić
- Nikola Marinović
- Roland Schlinger
- Konrad Wilczynski
- Markus Wagesreiter
- Fabian Posch
- Lucas Mayer
- Draško Mrvaljević
- Mario Obad
- Filip Gavranović
- Risto Arnaudovski
- Vedran Banić
- Nikola Prce
- Goran Aleksić
- Ivan Dimitrijević

## Vanjske poveznice
- A1 Bregenz  Arhivirana inačica izvorne stranice od 8. veljače 2011. (Wayback Machine)